# Министерство информационных технологий и связи Российской Федерации
Министерство информационных технологий и связи Российской Федерации (до марта 2004 г. — Министерство по связи и информатизации) являлось федеральным органом исполнительной власти, осуществлявшим функции по выработке государственной политики и нормативно-правовому регулированию в сфере информационных технологий, электросвязи и почтовой связи, в том числе в области использования информационных технологий при формировании государственных информационных ресурсов и обеспечения доступа к ним, развития систем телевизионного вещания и радиовещания, использования и конверсии радиочастотного спектра.
С 1999 года ведомство возглавлял Леонид Рейман.

## Подведомственные органы власти
- Федеральное агентство связи России
- Федеральное агентство по информационным технологиям России

## Преобразование Министерства
Указом Президента РФ от 12.05.2008 N 724 Министерство преобразовано в Министерство связи и массовых коммуникаций Российской Федерации. Ему были переданы функции преобразуемого Министерства культуры и массовых коммуникаций Российской Федерации по выработке и реализации государственной политики и нормативно-правовому регулированию в сфере массовых коммуникаций и средств массовой информации (в том числе электронных).